# Exorista sumatrensis
Exorista sumatrensis là một loài ruồi trong họ Tachinidae.